# Pupalia psilotrichoides
Pupalia psilotrichoides är en amarantväxtart som beskrevs av Karl Suessenguth. Pupalia psilotrichoides ingår i släktet Pupalia och familjen amarantväxter. Inga underarter finns listade i Catalogue of Life.